# Thrace Macula
La Thrace Macula è una struttura geologica della superficie di Europa.